# Bezzia melanoflavida
Bezzia melanoflavida är en tvåvingeart som först beskrevs av Clastrier och Wirth 1961.  Bezzia melanoflavida ingår i släktet Bezzia och familjen svidknott.
Artens utbredningsområde är Nigeria. Inga underarter finns listade i Catalogue of Life.